# Хрватски народни сабор Босне и Херцеговине
Хрватски народни сабор Босне и Херцеговине, скраћено ХНС БиХ, политичка је организација хрватских политичких странака у Босни и Херцеговини (БиХ). Организација служи као платформа за координацију политичких и културних дјелатности различитих странака и учесника у хрватској заједници и за промоцију иницијативе за стварање федералне јединице с хрватском већином у земљи.

## Историја
Канцеларија високог представника у БиХ је 2000. наметнула амандмане на устав Федерације Босне и Херцеговине (ФБиХ) и њен изборни закон, усложњавајући његову структуру и нарушавајући паритет и подјелу власти између Бошњака и Хрвата која је до тада била на снази у ФБиХ. Незадовољни хрватски политичари предвођеним Антом Јелавићем и Хрватском демократском заједницом (ХДЗ) основали су засебни Хрватски народни сабор 28. октобра у Новом Травнику, одржали референдум паралелно са изборима и прогласили хрватску федералну јединицу у подручју са хрватском већином у ФБиХ (Хрватска самоуправа). Самоуправа је требала бити привремено рјешење док се не пониште контроверзни амандмани и изборна правила. Покушај ХНС-а убрзо је прекинут након сламања од стране СФОР-а и покретања судског поступка.
Влада Федерације БиХ је формирана и предсједник Федерације БиХ је именован у периоду од 2010. до 2014. без сагласности хрватских заступника у Дому народа, добивши сагласност само 5 од укупно 17 заступника. Централна изборна комисија (ЦИК) прогласила је у марту 2011. састав и одлуке Дома народа незаконитим, али је Високи представник Валентин Инцко суспендовао одлуке ЦИК-а. Након што је хрватски политичар Божо Љубић коначно поднио жалбу, у децембру 2016. Уставни суд БиХ прогласио је изборни систем посланика у Дому народа неуставним и укинуо контроверзна правила. Тако је ХНС поново активиран у априлу 2011. у Мостару и почео да заговара реорганизацију БиХ и ФБиХ, промјену изборног система и система јавних емитера на хрватском језику, фокусираних на босанскохерцеговачке Хрвате.

## Политичке позиције
Незадовољне заступљеношћу Хрвата у ФБиХ, хрватске политичке странке инсистирају на стварању федералне јединице са хрватском већином умјесто неколико кантона. Странка демократске акције и друге бошњачке странке се томе снажно противе.
На општим изборима у БиХ 2014, већина странака које учествују у раду ХНС-а формирало је заједнички изборну коалицију за ентитетске и државне парламентарне изборе, као и на изборима за хрватскг члана Предсједништва БиХ. Освојили су 14 од 17 хрватских заступничких мјеста у Дому народа ФБиХ и 4 од 5 хрватских заступничких мјеста у Дому народа БиХ, заједно са 19 мјеста у федералном, односно 15 у државном Представничком дому.
ХНС је у јануару 2017. издао саопштење да „ако Босна и Херцеговина жели да постане самоодржива, онда је неопходна административно-територијална реорганизација, која би обухватила федералну јединцу са хрватском већином. То остаје трајна жеља хрватског народа Босне и Херцеговине.”

## Структура
ХНС БиХ има предсједништво које чини 29 чланова, којим предсједава Драган Човић. Главно вијеће ХНС БиХ има 15 чланова којим предсједава Божо Љубић као предсједник, док је секретар Јосип Мерџо. Чланови Главног вијећа су шефови одјељења ХНС БиХ. Предсједништво и Главно вијеће су главна тијела ХНС БиХ између засједања ХНС БиХ. ХНС има тринаест одјељења.
Чланови ХНС БиХ су сви Хрвати који су изабрани на сљедеће дужности:
- заступници у кантоналним скупштинама у Федерацији БиХ,
- заступници у Парламенту Федерације БиХ,
- градоначелници и начелници општина,
- заступници у Парламентарној скупштини БиХ,
- министри у владама Федерације БиХ и Републике Српске и у Савјету министара БиХ.

## Чланице
Политичке странке које подржавају рад Хрватског народног сабора и чији чланови учествују у његовом раду су:
- Хрватска демократска заједница Босне и Херцеговине (ХДЗ БиХ)
- Хрватска демократска заједнице 1990 (ХДЗ 1990)
- Хрватски национални помак
- Хрватска републиканска странка (ХРС)
- Хрватска странка права Босне Херцеговине и Херцег-Босне (ХСП БиХ и ХБ)
- Хрватска странка права (ХСП)
- Хрватска сељачка странка Босне и Херцеговине (ХСС БиХ)
- Хрватски савез ХКДУ—ХРАСТ
- Хрватска странка права др Анте Старчевић (ХСП АС)
- Хрватска хришћанска демократска унија Босне и Херцеговине (ХХДУ БиХ)
- Хрватска демократска унија Босне и Херцеговине (ХДУ БиХ)
- Хрватска независна листа (ХНЛ)
- Хрватска листа за Ливно (ХЛЛ)
- Чапљинска независна странка — Чапљина у срцу
- Хрватска странка права — Праваши